# Chiavari

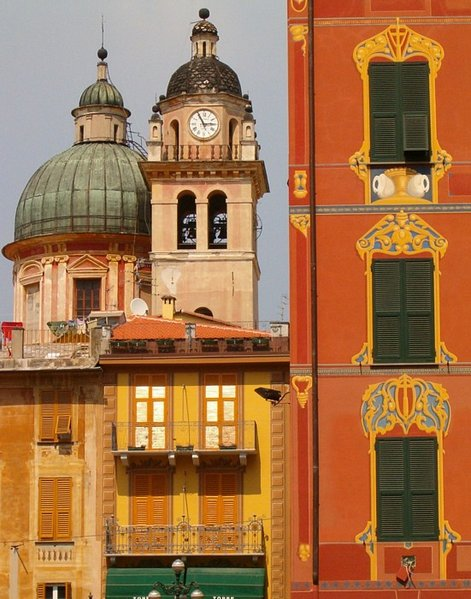
Chiavari

Chiavari ['kja:vari] (ligurisch Ciävai) ist eine italienische Gemeinde mit 27.398 Einwohnern (Stand 31. Dezember 2023) in der Region Ligurien, Metropolitanstadt Genua.

## Geografie

### Lage
Der Ort liegt zwischen Rapallo im Nordwesten und Sestri Levante im Südosten an der Küste des Golfo Tigullio an der Mündung des Flusses Entella und an der Bahnstrecke Pisa–Genova. Chiavari umfasst eine Fläche von etwa 20 km² und erstreckt sich vor dem Trebbia-Tal bis in eine Höhe von rund 50 m über dem Meeresspiegel.
Nachbargemeinden:
Die Nachbargemeinden sind Zoagli im Nordwesten und Lavagna im Südosten. In weiterer Umgebung liegen Rapallo und Nervi im Nordwesten und Sestri Levante und La Spezia im Südosten.

## Geschichte
Gegründet als Clavarum (lat. Talschlüssel), führt Chiavari noch heute einen Schlüssel in seinem Wappen. Doch neuere Ausgrabungen brachten eine Totenstadt aus bereits vorrömischer Zeit zutage.
Aus Chiavari stammen die Familien von Giuseppe Garibaldi und Giuseppe Mazzini.
Die Stadt ist seit 2002 Namensgeber für den Cima Chiavari in der Antarktis.

## Sehenswürdigkeiten
- Basilica dei Fieschi (errichtet 1245–1252 im romanisch-gotischen Stil, gelegen im Nachbarort Cogorno)
- Kirche S. Maria delle Grazie (eindrucksvoller Portikus, im Mittelalter eine Etappe des Pilgerwegs nach Rom)
- Kathedrale von Chiavari
- Rathaus
- Die Gassen und Bogengänge „portici neri“ in der Altstadt
- Palazzo Rocca mit dem Archäologischen Museum und der Städtischen Gemäldegalerie (Galleria civica, genuesische Malerei aus dem 16. bis 18. Jahrhundert)
- Palazzo Torriglia
- Die Ruinen der 1167 erbauten Burg des Grafen von Lavagna
- Die Ruinen des 1252 erbauten Palazzo dei Fieschi, der 1567 von den Sarazenen weitgehend zerstört wurde

## Bildung und Kultur
Chiavari ist Sitz einer Bischofsdiözese und verfügt daher über ein bedeutendes Archiv. In Chiavari finden sich höhere Schulen, eine Bibliothek mit ca. 50.000 Bänden, ein Kulturverein und nicht zuletzt, im Palazzo Torriglia, eine Galerie mit Bildern genuesischer Maler aus der Zeit zwischen 1600 und 1900.

## Wirtschaft

### Handwerk
- Produktion von geklöppelten Spitzen in traditioneller Herstellungsweise – auch in Makramee-Technik
- Holzbearbeitung: in Chiavari werden die bekannten, leichten und eleganten Campanino-Stühle hergestellt
- Schieferbearbeitung, auch in der südlich angrenzenden Nachbargemeinde Lavagna

### Industrie
- Schiffbau
- Fischerei

## Sport
Der Fußballverein Virtus Entella spielt sei der Saison 2019/20 in der Serie B, der zweithöchsten italienischen Spielklasse. Seine Spiele trägt der Verein im Stadio Comunale aus. Bis zum 2014 teilte sich Virtus Entella das Stadion mit dem ehemaligen Rivalen A.S.D. Chiavari Calcio Caperana, welcher 2014 aufgelöst wurde.

## Persönlichkeiten
- Enrico Millo (1865–1930), Admiral und Politiker